# Bálint Tömösvári
Bálint Tömösvári (sinh 14 tháng 6 năm 1998) là một cầu thủ bóng đá Hungary thi đấu ở vị trí tiền đạo cho Budapest Honvéd FC ở NB I.

## Thống kê câu lạc bộ
| Câu lạc bộ          | Mùa giải | Giải vô địch | Giải vô địch | Cúp     | Cúp       | Châu Âu | Châu Âu   | Tổng    | Tổng      |
| Câu lạc bộ          | Mùa giải | Số trận      | Bàn thắng    | Số trận | Bàn thắng | Số trận | Bàn thắng | Số trận | Bàn thắng |
| ------------------- | -------- | ------------ | ------------ | ------- | --------- | ------- | --------- | ------- | --------- |
| Budapest Honvéd II  |          |              |              |         |           |         |           |         |           |
| 2015–16             | 5        | 1            | 0            | 0       | 0         | 0       | 5         | 1       |           |
| 2016–17             | 22       | 6            | 0            | 0       | 0         | 0       | 22        | 6       |           |
| 2017–18             | 2        | 0            | 0            | 0       | 0         | 0       | 2         | 0       |           |
| Tổng                | 29       | 7            | 0            | 0       | 0         | 0       | 29        | 7       |           |
| Budapest Honvéd     |          |              |              |         |           |         |           |         |           |
| 2016–17             | 3        | 0            | 2            | 2       | 0         | 0       | 5         | 2       |           |
| 2017–18             | 6        | 0            | 2            | 0       | 1         | 0       | 9         | 0       |           |
| Tổng                | 9        | 0            | 4            | 2       | 1         | 0       | 14        | 2       |           |
| Tổng cộng sự nghiệp |          | 38           | 7            | 4       | 2         | 1       | 0         | 43      | 9         |

Cập nhật theo các trận đấu đã diễn ra tính đến ngày 9 tháng 12 năm 2017.